# Ekssekracja
Ekssekracja (z łac. "exsecratio" - "odświęcenie") – termin kościelny określający sytuację, w której następuje utrata konsekracji kościoła lub przedmiotu (ołtarza, naczyń liturgicznych), zazwyczaj wskutek poważnego uszkodzenia lub zniszczenia.
Np. konsekrowany ołtarz stały ulega ekssekracji gdy płyta ołtarzowa (mensa) zostaje całkowicie oddzielona od podstawy, lub gdy mensa pęka na dwie (lub więcej) duże części, albo gdy przez osobę nieuprawnioną, choćby na chwilę, wyjęta zostaje relikwia a nawet tylko zdjęta nakrywka grobu ołtarzowego.
Ponowna konsekracja takiego ołtarza może być dokonana później przez biskupa a za jego zgodą nawet przez zwykłego kapłana.